# Dráchov
Dráchov település Csehországban, a Tábori járásban. Dráchov Vesce, Řípec, Žíšov, Borkovice és Soběslav településekkel határos. Lakosainak száma 229 fő (2024. január 1.).

## Népesség
A település lakosságának változását az alábbi diagram mutatja:
| Lakosok száma | 530  | 495  | 578  | 425  | 331  | 260  | 239  | 240  | 230  | 229  |
|               | 1869 | 1890 | 1921 | 1950 | 1980 | 2001 | 2017 | 2019 | 2022 | 2024 |